# Centrorhynchus falconis
Centrorhynchus falconis är en hakmaskart som först beskrevs av Johnston och George Newton Best 1943.  Centrorhynchus falconis ingår i släktet Centrorhynchus och familjen Centrorhynchidae. Inga underarter finns listade i Catalogue of Life.